# The Voice (америчка ТВ емисија)
 (транскр.  Д Војс) је америчка певачко-такмичарска телевизијска серија које се емитује на NBC-ју. Премијера је била током пролећног телевизијског циклуса 26. априла 2011. Заснован на оригиналној серији The Voice of Holland и део франшизе The Voice емитовао је двадесет сезона и има за циљ да пронађе непотписане певачке таленте (соло или дуете, професионалне и аматерске) које чине амбициозни певачи, старији од 13 година, извучени са јавних аудиција.
Победника одређују телевизијски гледаоци који гласају телефоном, интернетом, SMS поруком и куповином аудио-снимљених вокалких наступа извођача преко iTunes Store-а. За победу на такмичењу добијају 100.000 америчких долара и уговор о плочи са Universal Music Group-ом. Победници 19 сезона су: Хавијер Колон, Џермејн Пол, Касади Поуп, Данијел Бредбери, Тесани Чин, Џош Кофман, Крејг Вејн Бојд, Сојер Фредерикс, Џордан Смит, Алисон Портер, Санденс Хед, Крис Блу, Клои Кохански, Брајан Картели, Чевел Шепхерд, Мејлин Џармон, Џејк Хут, Тод Тилгман и Картер Рабин.
Серија запошљава четворо тренера који критикују перформансе уметника и воде своје тимове одабраних уметника кроз остатак сезоне. Такође се такмиче како би осигурали да њихов чин победи на такмичењу, чинећи их тако победничким тренером. Оригинални панел су чинили Кристина Агилера, Си Ло Грин, Адам Левин и Блејк Шелтон; панел за двадесету сезону су чинили Шелтон, Ник Џонас, Кели Кларксон и Џон Леџенд. Аријана Гранде ће заменити Ника Џонаса за двадесет прву сезону. Друге тренере из претходних сезона чине Шакира, Ашер, Фарел Вилијамс, Мајли Сајрус, Алиша Киз, Џенифер Хадсон и Гвен Стефани. У петнаестој сезони, Келси Балерини представљена је као пети тренер ван екрана за такмичаре „Повратничке позорнице”. Биби Рекса је преузела улогу тренера „Повратничке позорнице” за шеснаесту сезону. У марту 2021. године, најављено је да ће Аријана Гранде заменити Џонаса за двадесет прву сезону.

## Концепт
Адаптација холандске серије The Voice of Holland, NBC је најавио серију под називом The Voice of America у децембру 2010; њено име је убрзо скраћено у The Voice. (Назив „Voice of America” већ је користила америчка влада за свој прекоокеански радио сервис.) У свакој сезони победник добија 100.000 америчких долара долара и уговор о плочи са Universal Republic Records-ом (1. и 2. сезона) или касније Universal Music Group-ом (3. сезона—данас).